# Oisnitz Bach
Oisnitz Bach är ett vattendrag i Österrike.   Det ligger i förbundslandet Steiermark, i den östra delen av landet, 170 km söder om huvudstaden Wien.
Omgivningarna runt Oisnitz Bach är en mosaik av jordbruksmark och naturlig växtlighet. Runt Oisnitz Bach är det ganska tätbefolkat, med 111 invånare per kvadratkilometer.